# Kizilajlo
Kizilajlo (ook wel Kizil-Ajlo; Georgisch: ყიზილაჯლო of ყიზილ-აჯლო; Azerbeidzjaans: Qızılhacılı) is een dorp in het zuiden van Georgië met bijna 7.300 inwoners (2014) en ligt in de gemeente Marneoeli van de regio Kvemo Kartli.

## Achtergrond
Kizilajlo is het tweede grootste dorp in de gemeente na Sadachlo en wordt vrijwel geheel bewoond door Azerbeidjzanen. Het dorp ligt direct aan de westkant van de bebouwde kom van de stad Marneoeli, dat het gemeentelijk centrum is, en vormt er een geheel mee. Kizilajlo kent een onopvallend bestaan onder de rook van Marneoeli, behalve in verkiezingstijd wanneer het landelijk nieuws haalt met geweld, intimidatie en fraude.

## Demografie
Volgens de volkstelling van 2014 had Kizilajlo 7.291 inwoners. Het dorp is op enkele tientallen inwoners na mono-etnisch Azerbeidzjaans (99,4%). Er wonen verder enkele tientallen Georgiërs en Armeniërs.
| Aantal                                                                             | - | 1.435 | - | - | 4.500 | 5.298 | - | 7.124 | 7.291 |
| Verantwoording data: 1923 1970, 1979, volkstellingen 2002 en 2014 Noot census 2002 |   |       |   |   |       |       |   |       |       |

## Bezienswaardigheden
De 19e-eeuwse moskee in Kizilajlo kreeg in maart 2012 per besluit van de Georgische minister van Cultuur en Monumentenzorg de status van cultureel erfgoedmonument, onder meer om de historische en culturele waarde wettelijk te beschermen.

## Vervoer
De Georgische route van internationaal belang S6 (E117) komt dwars door Kizilajlo. Deze weg verbindt Tbilisi via Marneoeli en Bolnisi met de grens van Armenië bij Goegoeti. Dit is tevens de enige verbinding vanuit het dorp met andere plaatsen.
De spoorlijn Marneoeli - Bolnisi - Kazreti ligt door het dorp, maar heeft er geen station. De spoorlijn is niet meer in gebruik voor passagiersvervoer. Het dichtstbijzijnde station is in Marneoeli, vanwaar treinen naar Tbilisi, Sadachlo en Jerevan vertrekken.